# قوس وريدي راحي عميق
القوس الراحي الوريدي العميق هي مجموعة من الأوردة توجد في راحة اليد وتكوّن القوس الراحي العميق.
تصب الأوردة المرافقة للقوس الشرياني والتي تسمى بالأوردة السنعية الراحية في القوس الراحي الوريدي العميق.